# 弗洛拉爾 (阿肯色州)
弗洛拉爾（英語：Floral）是位於美國阿肯色州獨立縣的一個非建制地區。該地的面積和人口皆未知。

## 地理
弗洛拉爾的座標為35°35′14″N 91°45′26″W / 35.58722°N 91.75722°W，而該地的平均海拔高度為235米（即771英尺）。